# 専決
専決（せんけつ）は、行政庁の補助機関が行政庁の名において決定を行うこと。
例：財務大臣がなすべき決定を、財務省の内部部局の長である主計局長の決裁をもって財務大臣の決定とすること。

## 概要
行政庁の処分すべき案件は通常、膨大な量になり、行政庁がすべてを決することは困難である。そこで、権限を補助機関の裁決に委ね、補助機関が承認したら行政庁の決定とするのが専決である。通常、各省庁や地方公共団体等の専決規程により専決の範囲と専決権者が定められる。
対外的には行政庁の決定として示され、事務処理に関するものに限定される点で「権限の委任」や「権限の代理」とは違う。また、代決（行政庁が不在の場合に補助機関が行政庁の名において決定すること）と違い、行政庁の有無に関わらず恒常的に処理が行われる。